# José Díaz Payán
José Díaz Payán (Sevilla, España; 17 de diciembre de 1916 - Sevilla, 9 de agosto de 1990) fue un futbolista español. Jugaba de delantero y su primer y único club fue el Sevilla FC. Fue uno de los miembros de la famosa delantera "Stuka" que fue integrada por: José López, Guillermo Campanal, Rafael Berrocal y Raimundo Blanco. Pepillo fue el 4º miembro, anterior a Raimundo.

## Carrera
Comenzó su carrera en 1939 jugando para el Sevilla FC. Jugó para el club hasta el año 1945, confirmando así su retiro del fútbol.

## Delantera "Stuka"
Como ya dijimos antes, fue uno de los miembros de la famosa delantera "Stuka".

## Curiosidades
Se lo confundían con el exjugador de River Plate Pepillo II.

## Fallecimiento
Murió el 9 de agosto de 1990 en su casa de Sevilla a los 73 años a causa de una insuficiencia cardíaca.

## Clubes
| Club       | País   | Año       |
| ---------- | ------ | --------- |
| Sevilla FC | España | 1939-1945 |